# Joseph Li Jing
Joseph Li Jing (1968) é o bispo católico romano de Yinchuan (Ningsia, Ningxia) na Região Autônoma de Ningxia Hui, na República Popular da China.
Joseph Li Jing, natural da Diocese de Bameng, na Mongólia Interior, entrou no seminário de Pequim em 1985. De 1994 a 1998 estudou na Alemanha e lá foi ordenado sacerdote em 1996. Depois de se formar em teologia pastoral, trabalhou na China, no seminário nacional de Pequim. Em 2005 tornou-se ativo na diocese de Ningxia.
Em 21 de dezembro de 2007, recebeu a ordenação episcopal como Bispo Coadjutor de Ningxia do Bispo João Batista Liu Jingshan na Catedral de Yinchuan. Em 20 de dezembro de 2009, foi nomeado Bispo de Ningxia. Ele foi reconhecido pelo Papa Bento XVI e pela Associação Patriótica Católica Chinesa.